# Saint-Léonard (Sena Marítim)
Saint-Léonard és un municipi francès situat al departament del Sena Marítim i a la regió de Normandia. L'any 2007 tenia 1.821 habitants.

## Demografia

### Població
El 2007 la població de fet de Saint-Léonard era de 1.821 persones. Hi havia 676 famílies de les quals 156 eren unipersonals (52 homes vivint sols i 104 dones vivint soles), 244 parelles sense fills, 256 parelles amb fills i 20 famílies monoparentals amb fills.
La població ha evolucionat segons el següent gràfic:
Habitants censats

### Habitatges
El 2007 hi havia 774 habitatges, 699 eren l'habitatge principal de la família, 56 eren segones residències i 18 estaven desocupats. 727 eren cases i 37 eren apartaments. Dels 699 habitatges principals, 578 estaven ocupats pels seus propietaris, 108 estaven llogats i ocupats pels llogaters i 13 estaven cedits a títol gratuït; 6 tenien una cambra, 31 en tenien dues, 93 en tenien tres, 220 en tenien quatre i 349 en tenien cinc o més. 487 habitatges disposaven pel capbaix d'una plaça de pàrquing. A 339 habitatges hi havia un automòbil i a 310 n'hi havia dos o més.

### Piràmide de població
La piràmide de població per edats i sexe el 2009 era:
| Homes | Edats   | Dones |
| ----- | ------- | ----- |
| 0     | 95 o +  | 0     |
| 0     | 90 a 94 | 4     |
| 0     | 85 a 89 | 8     |
| 20    | 80 a 84 | 16    |
| 12    | 75 a 79 | 44    |
| 12    | 70 a 74 | 24    |
| 40    | 65 a 69 | 44    |
| 48    | 60 a 64 | 56    |
| 52    | 55 a 59 | 40    |
| 112   | 50 a 54 | 88    |
| 68    | 45 a 49 | 92    |
| 72    | 40 a 44 | 52    |
| 32    | 35 a 39 | 56    |
| 56    | 30 a 34 | 52    |
| 52    | 25 a 29 | 44    |
| 28    | 20 a 24 | 16    |
| 72    | 15 a 19 | 72    |
| 84    | 10 a 14 | 36    |
| 52    | 5 a 9   | 52    |
| 48    | 0 a 4   | 56    |

## Economia
El 2007 la població en edat de treballar era de 1.156 persones, 784 eren actives i 372 eren inactives. De les 784 persones actives 706 estaven ocupades (381 homes i 325 dones) i 78 estaven aturades (32 homes i 46 dones). De les 372 persones inactives 162 estaven jubilades, 106 estaven estudiant i 104 estaven classificades com a «altres inactius».

### Ingressos
El 2009 a Saint-Léonard hi havia 697 unitats fiscals que integraven 1.766 persones, la mediana anual d'ingressos fiscals per persona era de 19.451 €.

### Activitats econòmiques
Dels 68 establiments que hi havia el 2007, 4 eren d'empreses extractives, 3 d'empreses alimentàries, 3 d'empreses de fabricació de material elèctric, 5 d'empreses de fabricació d'altres productes industrials, 11 d'empreses de construcció, 19 d'empreses de comerç i reparació d'automòbils, 2 d'empreses de transport, 4 d'empreses d'hostatgeria i restauració, 2 d'empreses financeres, 5 d'empreses immobiliàries, 8 d'empreses de serveis, 1 d'una entitat de l'administració pública i 1 d'una empresa classificada com a «altres activitats de serveis».
Dels 12 establiments de servei als particulars que hi havia el 2009, 1 era un paleta, 3 lampisteries, 3 electricistes, 2 empreses de construcció, 1 perruqueria i 2 restaurants.
Dels 5 establiments comercials que hi havia el 2009, 1 era un hipermercat, 1 una botiga de menys de 120 m², 1 una fleca, 1 una llibreria i 1 una joieria.
L'any 2000 a Saint-Léonard hi havia 18 explotacions agrícoles que ocupaven un total de 620 hectàrees.

## Equipaments sanitaris i escolars
El 2009 hi havia una escola elemental.

## Poblacions més properes
El següent diagrama mostra les poblacions més properes.